# 1938 w nauce

## Nauki przyrodnicze i ścisłe

### Astronomia
- odkrycie dwóch księżyców Jowisza: Lizytei i Karme

## Nagrody Nobla
- Fizyka – Enrico Fermi
- Chemia – Richard Kuhn
- Medycyna – Corneille Heymans